# Peter Goodfellow
 (avril 2020).
Si vous disposez d'ouvrages ou d'articles de référence ou si vous connaissez des sites web de qualité traitant du thème abordé ici, merci de compléter l'article en donnant les références utiles à sa vérifiabilité et en les liant à la section « Notes et références ».
Peter Goodfellow (né le 4 août 1951) est le président du  Parti national de Nouvelle-Zélande.
Il est connu pour avoir dirigé l'équipe de chercheurs à l'origine de la découverte du gène déterminant de la différenciation sexuelle masculine, SRY.